# Sestrica
Sestrica község Spanyolországban,  Zaragoza tartományban. Sestrica Brea de Aragón, Arándiga, Morés, Calatayud, Torralba de Ribota, Aniñón, Gotor és Illueca községekkel határos. Lakosainak száma 340 fő (2024).

## Népesség
A település népessége az utóbbi években az alábbiak szerint változott:
| Lakosok száma | 470  | 460  | 425  | 406  | 390  | 413  | 387  | 352  | 349  | 340  |
|               | 2001 | 2004 | 2007 | 2009 | 2012 | 2014 | 2017 | 2019 | 2022 | 2024 |